# 希臘鰍
希臘鰍為輻鰭魚綱鯉形目鰍科的其中一種，為溫帶淡水魚，被IUCN列為瀕危保育類動物，分布於歐洲希臘淡水流域，為特有種，體長可達8公分，棲息在湖泊、水塘的底層水域，繁殖期在4月至6月，生活習性不明，因水資源減少而受威脅。

## 扩展阅读
維基物種上的相關：希臘鰍